# 何力治
何力治（Nicholas Ho）是香港註冊建築師。他目前擔任香港特別行政區政府商務及經濟發展局的一帶一路專員。

## 職業生涯
何力治是知名建築師何顯毅的兒子。他在英國學習建築，然後返回香港加入父親的建築師事務所——何顯毅建築師事務所（hpa），並自二○二○年起出任該公司主席。
何力治曾領導多個智慧城市發展和綠色建築建設的「一帶一路」相關項目。作為香港貿易發展局一帶一路委員會專業服務工作小組召集人和香港總商會一帶一路工作小組共同召集人，何力治與不同持份者和團體（包括香港特別行政區政府）合作，通過參加研討會和外訪等活動攜手共建「一帶一路」。
2023年，他接替鄭偉源被任命為一帶一路專員。

## 人物評價
公務員事務局局長楊何蓓茵說：「何力治由二○一七年起獲委任為亞太經合組織商貿諮詢理事會中國香港代表，曾多次代表香港出席本地和國際不同的會議及論壇。他在聯繫商界及專業服務界別等相關持份者以推動共建『一帶一路』方面擁有豐富經驗。我相信他定能帶領『一帶一路』辦公室，發揮『一國兩制』賦予香港獨特的優勢和優越的營商環境，繼續提升香港作為『一帶一路』倡議功能平台和重要節點的角色，進一步鞏固香港的國際商業中心地位，並更好地融入國家發展大局。」
1. ↑  . 新华网. 2023-10-13  [2024-07-28]. （原始内容存档于2025-03-04）.
2. ↑  . TOPick. 2023-08-31  [2024-07-28]. （原始内容存档于2024-07-28）.
3. 1 2  . 香港政府新闻. 2023-08-31  [2024-07-28]. （原始内容存档于2023-08-31）.
4. ↑  . 明報新聞網 - 每日明報 daily news.   [2024-07-28]. （原始内容存档于2025-03-05） （中文（繁體））.
5. ↑  . www.asiarealestatesummit.com.   [2024-07-28]. （原始内容存档于2024-12-13） （美国英语）.
6. ↑  . 政府新聞處. 2023-08-31  [2024-07-28]. （原始内容存档于2023-08-31）.